# そして、誰もいなくなった
『そして、誰もいなくなった』（そして、だれもいなくなった）は、2016年7月17日から9月11日まで、毎週日曜日22時30分 - 23時25分に、日本テレビ系の『日曜ドラマ』枠で放送された日本のテレビドラマである。主演は藤原竜也で、藤原は本作品においてどん底の主人公を演じた。

## あらすじ
社会問題になりつつあるネット上の画像データなどの拡散問題。大手コンピュータシステム会社「株式会社L.E.D」に勤める研究者の藤堂新一は、それらデータをすべて消去することができる画期的なソフト「ミス・イレイズ」を開発し、一躍脚光を浴びた。
容姿端麗、頭脳明晰、家族や友人、恋人にも恵まれ順風満帆の生活を送る藤堂新一。ところが結婚を間近に控えたある日、突然会社から「お前は『藤堂新一』を名乗って潜り込んだ偽物ではないか？」と、あらぬ疑いをかけられ、婦女暴行事件で逮捕された同姓同名の男に自分の名前と人生を丸ごと乗っ取られてしまう。

## 登場人物

### 主要人物
藤堂 新一（とうどう しんいち）〈32〉
演 - 藤原竜也
本作品主人公。大手コンピュータシステム会社「株式会社L.E.D」のシステム開発研究員。
仕事も順調で友人や恋人にも恵まれ、順風満帆な人生を送っていた。しかし、「Miss.Erase（ミス・イレイズ）」というソフトを開発した後、藤堂新一という同姓同名の男が逮捕されたことをきっかけに人生が崩壊していく。
幼いころに父を亡くし、母・万紀子に女手一つで育てられた。出身は東京だが、センター試験の日に熱を出し、東大に行く点数が足りずに新潟の大学へ進学した。
大学卒業後の進路については「就職」を考慮していたが、卒業直前に大学院への進学に変更し、その後再び「就職」を選んだ。
斉藤の死後、何者かによって「白い部屋」に軟禁され、その部屋に置かれていたスピーカーに流れる音声から、信頼していた上司や同僚などの「嘘」と「裏切り」を知って絶望する。その後、自身を軟禁した人物からとあるビルの屋上に誘導され、「その場で私に撃たれるか、自ら飛び降りるかを選べ」と迫られる。両方の選択肢を拒否した新一は、自分と同じくパーソナル・ナンバーを持たない瑛治、君家、馬場と共に、第三の選択肢として提示された「世界を孤独にする」ための計画に半ば強引に参加させられ、自分を裏切った者たちへの「復讐」を開始する。
「復讐」の手始めとして、万紀子たちの携帯に「Miss.Erase（ミス・イレイズ）」をデータ削除ウイルスとして組み込んだメールを送り、さらに、人体に無害で電気系統の機器にのみ作用する「停電爆弾」とドローンを利用し、国が管理している個人情報やパーソナル・ナンバーに関するデータを「Miss.Erase（ミス・イレイズ）」で消去するための計画に着手する。しかし瑛治の裏切りにより計画は破綻、鬼塚ら警察に追われるが小山内に助けられ彼からボイスレコーダーを受け取る。
瑛治や砂央里の安否を確かめるべく瑛治の部屋へ行き、そこで母万紀子から一連の事件の話を聞き、万紀子の実家へ向かう。そこで瑛治が自分に復讐を企てていたことを知り、瑛治に自分を殺せと言われたがそれには応じず瑛治と万紀子の最期を看取ることとなる。
その後警察の取り調べを受けたのち解放され、早苗と再会した。
Miss.Erase
声 - 持月玲依
新一が開発した、ネット上に拡散したあらゆる画像データや情報を消去・置き換えを可能とするシステム 。
小山内 保（おさない たもつ）〈32〉
演 - 玉山鉄二
新一の親友。総務省のキャリア官僚。
様々な場面で新一の助けになるが、その一方で、新一に関する個人情報を違法な手段で調査したり、新一の行きつけのバー「KING」のバーテンダーである瑛治がパーソナル・ナンバーを持っていないと突き止め、瑛治に新一が使用したグラスを回収するよう「お願い」するなど、新一には見せないもう一つの顔を隠し持つ。
新一と音信不通になってから約1か月が経ったころ、彼の行方を探す途中で遭遇した馬場に襲われ、「暴行事件を起こした」として逮捕・拘置されるが、西条の取り成しにより釈放される。その後、瑛治が新一の居場所を知っているのではないかと考え瑛治を尾行するが、途中で見失った上に、「藤堂新一からの贈り物だ」と声を掛けてきた馬場に襲われ気を失い、車のトランクに入れられ、どこかへと連れ去られる。馬場が車ごと海に突っ込む際、その衝撃でトランクが開いたことで一命を取り留める。
万紀子がメモに残した住所にある小屋に早苗と共に向かった向かった際、病院から盗み出された斉藤の死体を発見したことで、一連の事件の「重要参考人」として鬼塚から捜査に協力するよう要求される。そこへ掛かってきた西条からの最期の電話と、失踪する前の新一からの聞かされていた「国による個人情報データ管理の『弱点』」の話から、新一がその「弱点」を突いたテロに関わっていることを知り、それを阻止するべく、爆弾を搭載したドローンを鬼塚たちと追跡し、新一を発見する。そして、鬼塚たちに囲まれた新一を停電騒ぎに乗じて救いだし、馬場が自分を殺そうとしたのが新一の意思ではないことを確認すると、失踪した新一の行方や万紀子の過去について調べながら「備忘録」として利用していたボイスレコーダーを託す。
倉元 早苗（くらもと さなえ）〈24〉
演 - 二階堂ふみ
新一の婚約者。現実志向で結婚願望が人一倍強い。
ある日、新一と暮らしている部屋で彼を待っていたところに突然押し掛けてきた啓太の言葉をきっかけに、新一が「なりすまし」の被害に遭っていることを知る。
妊娠中だが、その子供の父親が新一か元彼の啓太かどうかは不明。
斉藤の殺害現場を目撃し、新一を信じられなくなってしまう。
物語が始まる2年前に、とある喫茶店で啓太とデートの待ち合わせをしていたが、啓太から仕事を理由に一方的にキャンセルされる。その時、偶々同じ店にいた新一の「アルゴリズム」に関する話に興味を持ったことをきっかけに、彼と関わりを持つようになった。
新一の失踪から1ヶ月ほど経ったころ、万紀子がメモに残した住所に小山内と共に向かうが、その小屋に置かれていた冷蔵庫の中にある斉藤の遺体を発見してしまったことによるショックで急きょ入院する。その後、病院のテレビのニュースで、新一が勤めていた会社がデータ消失により廃業・倒産の危機に立たされていることを知り、田嶋のマンションを訪ねるが、ふとしたきっかけで田嶋の部屋のクローゼットの中に、2億円が入ったトランクを発見してしまう。それにより田嶋に殺されそうになるが張り込んでいた啓太により助けられる。
最終的に戻ってきた新一と再会を果たし、その後出産した。

### 新一の大学時代のゼミ仲間
長崎 はるか（ながさき はるか）〈32〉
演 - ミムラ
新一の大学時代の元恋人。新一を励まし助けになるが、いまだに未練を断ち切れないでいる。
大学卒業後の進路については、「大学院への進学」を希望していたが、就職を希望していた新一が、卒業間近に突然自分と同じ進路を選び、彼と大学院への進学を巡って対立するのを避けるために、やむ無く就職することを選ぶ。しかし、不運にも就職先が所謂「ブラック企業」であったためにわずか2か月で退職し、その後はずっと仕事に就かずにいたが、博史と共に新一と新潟で顔を合わせた翌日に東京の新一の会社の前で彼と再会した時には、「出張で東京に来た」と嘘をついていた。
やがて、それが嘘であると知ってマンションで待ち伏せしていた新一を自分の部屋に招き入れるも、彼の「なりすまし」被害への関与について問い詰められ、咄嗟に「結婚してくれるなら（「なりすまし」との関係について）教えてあげる」と仄めかし復縁を迫るが新一に拒否され、新一が自分ではなく早苗と結婚したことに対する悔しさを涙ながらに吐露し、一旦は落ち着きを取り戻すが、その直後に新一の目の前で窓から飛び降り、意識不明の重体に陥る。その後、病院に搬送され緊急手術が行われるが、しばらくして死亡が確認された。
最終話で瑛治の新一への復讐に手を貸していたことが判明した。
斉藤 博史（さいとう ひろし）〈32〉
演 - 今野浩喜
フリーの法科学研究所職員。ムードメーカー的存在のお人好し。
長崎はるかに想いを寄せており、新一が大学時代にはるかと交際していたにもかかわらず、彼女の好意や大学卒業後の生活について全く知らなかったこと、そして結果的に彼女を死に追いやったことに激しい憤りを募らせる。
はるかの葬儀が終わった後、彼女の遺品の携帯電話から、はるかが早苗と時折連絡を取り合っていたことを突き止め、早苗の部屋の前で新一を待ち伏せ、ナイフをつき出し新一に襲いかかる。揉め合いになり、階段から転げ落ちた際、誤ってナイフが斉藤の胸に刺さり、死んでしまう。遺体は搬送先の病院に安置されていたが、何者かによって盗み出される。
その後、万紀子が早苗に伝えた山奥の小屋の冷蔵庫の中に保存されていたのを発見される。はるかと同様瑛治の計画に手を貸していたことが最終話で判明する。

### 新一の家族と関係者
藤堂 万紀子（とうどう まきこ）〈55〉
演 - 黒木瞳
新一の母。
（後に新一は夫の連れ子であり、義母であることが発覚する）夫を亡くし、女手一つで新一を育ててきた。元看護師だが、ある事件に巻き込まれ引退を余儀なくされる。
斉藤の死体の在処を知っていたが、遺体が発見され、警察から事情聴取のための呼び出しの電話を受けた後に行方をくらまし、新一が小山内から逃がしてもらい瑛治の家に戻った時、瑛治の部屋の中にいた。瑛治の住むアパートは新一の父親の遺産で買った不動産の一つで、アパートのオーナーは万紀子だったのだ。新一に会いに来たと言い、また自分が全て悪いと言い、新一が「知っていることをすべて話してほしい」と頼むと手帳の中の写真を見るよう指示する。それは運動会の際の写真だった。新一は万紀子と一緒に写っている男の子は誰かを問おうとして振り返った瞬間、新一に鋭利なものを振り上げ、殺害を試みるが失敗。その後、再婚する際に「瑛治（友哉）を特別養子縁組で養子に出し、それが納得できないのであれば婚姻を破棄する」「新一に弟のことを絶対に話さない」「新一に弟のことを話せば離婚する」という「婚前契約」を交わされたことを明かし、瑛治からの指示により新一を実家に連れていく。
実の息子である瑛治（友哉）を育てるために金が必要になり再婚するが、その子供であった新一に愛着がわいてしまい、旦那が死んだあと、新一のそばにいることにしていた。しかし瑛治を捨てた罪悪感から言いなりになり、過去にも、幼いころの新一をトラックの前に突き飛ばして殺害しようとした時がある。その際、咄嗟に新一を庇って足に怪我を負い、車いす生活をしている。
新一を殺そうとした瑛治を後ろから刺すも、瑛治に胸を刺され死亡する。死体には瑛治のシャツがかけられていた。
西野 弥生（にしの やよい）〈25〉
演 - おのののか
万紀子の担当介護ヘルパー。現在の介護サービス会社に就職して以来万紀子を担当している。
ある日、介護ヘルパーの先輩の手伝いのために介護施設へ行った際、テレビで藤堂新一と名乗って冤罪を訴えている人物が自分の息子で、「『藤堂新一』は偽名であり、本名は『川野瀬猛』である」と訴える川野瀬猛の父に会う。そのことを知らせるため、万紀子に電話した後に行方不明になり、早苗が代わりに万紀子の世話をすることとなる。
小山内が馬場によって閉じ込められた車のトランクの中に彼女の名札があり、また、斉藤の遺体が置かれていた小屋の来客対応に彼女の録音された音声が使用されていたことから、鬼塚は弥生が何らかの事件に巻き込まれていると推測している。
行方不明となって以降どうなったのかは不明だが万紀子の話から殺されたと思われる。

### バー「KING」関係者
日下 瑛治（くさか えいじ）／友哉〈26〉
演 - 伊野尾慧（Hey! Say! JUMP）
新一の行きつけのバー「KING」のバーテンダー兼オーナー。客の心にすっと入る不思議な魅力を持つ。両親の顔を知らない。
過去にお金を得るために自分の名前とパーソナル・ナンバーを売り、「日下瑛治」という偽名で生活を始めた。本名は友哉。
自身と同様にパーソナル・ナンバーを持たない新一たちと共謀して、国の個人情報データを標的としたテロを起こすが、「新一君に世界を孤独にさせるわけにはいかない」として密かに新一を裏切り、小山内の「お願い」を受けて回収したグラスから採取した新一の指紋のデータを利用して、ドローンを送電施設ではなく新一の元に向かうようにプログラムを変更する。
本当は新一の弟であり、万紀子を新一に取られたことへの復讐が全ての発端だった。新一を本当の意味で孤独にさせるために、周りの人間を脅し、計画を進めた。手の傷も馬場に撃たせた自作自演で、ボイスチェンジャーの声も彼であり、共同生活の際は万紀子に代わりをやらせていた。新一を殺害しようとするも万紀子に背中を刺され、最後に万紀子を殺害する。死体は見つかっていない。
君家 砂央里（きみいえ さおり）〈17〉
演 - 桜井日奈子
家出少女。なぜか新一の行く先々に出没する。バー「KING」に出入りしている。パーソナル・ナンバーを持っていない。
自分と同じくパーソナル・ナンバーを持たない新一たちとの「共同生活」を送る中で、新一たちを「『家族』のような存在」として認識し、特に瑛治に対しては好意を抱くようになりキスを迫るが、「中途半端な気持ちでキスをしたくない」として拒否される。
西条と何らかの取引をしていたが、応じず西条を殺害しようとするも道連れに屋上から落下させられ、新一が作動させたドローンが空を飛ぶのを見届けながら息を引き取る。
馬場
演 - 小市慢太郎
バーの常連客。
常に酔っては日下に叱られている。また、新一に対して自らを「ガキの使い」と名乗っている。君家と同様、パーソナル・ナンバーを持っていない。
瑛治を尾行していた小山内を襲い、車のトランクに閉じ込めて運び去る途中で、西条の通報を受けたパトカーの追跡を振り切るため、小山内をトランクに入れたまま車ごと海に突っ込み、水没死となる。死体は見つかっていない。
実は、この前にも一度小山内を襲っていた。

### 株式会社L.E.D関係者
田嶋 達生（たじま たつお）〈48〉
演 - ヒロミ
新一の上司。第一開発課課長。
温厚な性格で部下からの人望は厚い。コネ入社であることをコンプレックスに思い、たびたび自虐的に口走る。
新一が「なりすまし」疑惑をかけられた後も、彼の無実を証明する手助けをしていたが、裏では会社のお金を2億円ほど横領してその罪を新一に擦り付け、また横領を知った瑛治から、「Miss.Erase」を使ってネット上の「川野瀬猛」の写真を削除するよう脅されていた。
新一の失踪から約1ヶ月後、部屋を訪ねてきた早苗に2億円が入ったトランクを発見され、口封じのために彼女を絞殺しようとするも五木に後ろから殴られ死亡する。
五木 啓太（いつき けいた）〈25〉
演 - 志尊淳
新一の後輩。
入社以来、新一のアシスタントをしている。新一を慕う反面、東大卒であるがゆえプライドが高く、嫉妬を燃やす一面も。
新一が開発した「ミス・イレイズ」のプロテクトを解除するために早苗に接触し、彼女から転送してもらった「ミス・イレイズ」のウイルスが添付されたメールを用いてプロテクトの解除に成功するが、その直後に作動した謎のプログラムによる会社のデータ消失を招いてしまい、意気消沈する。
早苗の元彼で、彼女との復縁を望んでいる。
田嶋の家に張り込みしており、早苗が殺されそうになっている時、田嶋を後ろから殴り殺害。横領されていた2億円を持ち去り逃亡する。早苗に「新一の無実の証拠になるからもっていかないで」と言われ、100万円の束を1つだけ置いて行方をくらませた。
平砂 高文
演 - 藤本悠輔
研究員。
岩井 波江
演 - 奥間唯
研究員。

### その他
川野瀬 猛（かわのせ たける）
演 - 遠藤要
新潟で婦女暴行事件を起こし逮捕された人物。何者かによりデータが藤堂新一のものとして登録された。
西条の弁護により釈放された後、西条と共に「藤堂新一」として冤罪と偽り、「警察の不正」を訴える記者会見を開き、会見中に「自分が『藤堂新一』である」と訴えるかのように何度も名前を叫んでいた。
その後、西条を通じて本物の｢藤堂新一｣と会い、400万円で「業者」と呼ばれる人を紹介する。
馬場から金をもらっていて、「ガキの使いの代理」と言った瑛治に刺され死亡する。
西条 信司（さいじょう しんじ）〈49〉
演 - 鶴見辰吾
弁護士。西條法律事務所所長。2人の藤堂の弁護を担当する。
小山内の犯した不正について知っており、それを秘密にすると約束したうえで小山内と手を組む。
砂央里と取引をするも断られたうえに刺されるが一緒に屋上から飛び降り、瀕死の状態で新一たちがしようとしていることを小山内に伝え、止めてくれと頼み、絶命する。
西条弁護士の事務所の受付
演 - 青山めぐ
鬼塚 孝雄（おにつか たけお）〈48〉
演 - 神保悟志
公安警察に所属する刑事。
舟木 勇太（ふなき ゆうた）
演 - 店長松本
鬼塚の部下。
寺前
演 - 信太昌之
小山内の上司。
川野瀬 勉（かわのせ つとむ）
演 -  山田明郷
「偽・藤堂新一」こと川野瀬猛の父。
とあるニュース番組で「藤堂新一」を名乗る息子に憤りを見せている。

## スタッフ
- 脚本：秦建日子
- 脚本協力：内田静
- 演出：佐藤東弥、久保田充、田中峰弥
- チーフプロデューサー：伊藤響
- プロデューサー：鈴木亜希乃、渡邊浩乃・鈴木香織（AXON）、八木欣也（スーパービジョン）
- 主題歌：クリープハイプ「鬼」（UNIVERSAL SIGMA）[7]
- 制作協力：AXON
- 製作著作：日本テレビ

## 放送日程
| 各話            | 放送日  | サブタイトル                                                                            | 演出     | 視聴率 |
| --------------- | ------- | --------------------------------------------------------------------------------------- | -------- | ------ |
| 第1話           | 7月17日 | 藤原竜也主演! 順風満帆な人生が突然の大転落…豪華共演者は全員容疑者! 新感覚サスペンス登場 | 佐藤東弥 | 10.7%  |
| 第2話           | 7月24日 | 新たな刺客から逃げろ!                                                                   | 佐藤東弥 | 8.6%   |
| 第3話           | 7月31日 | お前が犯人だったのか?                                                                   | 佐藤東弥 | 7.2%   |
| 第4話           | 8月07日 | 衝撃の転落! 俺は人殺し                                                                  | 佐藤東弥 | 6.4%   |
| 第5話           | 8月14日 | 一章終幕! 裏切り者は誰                                                                  | 久保田充 | 6.1%   |
| 第6話           | 8月21日 | どん底からの反撃開始!                                                                   | 久保田充 | 9.0%   |
| 第7話           | 8月28日 | 復習はじまる 全員消去!                                                                  | 田中峰弥 | 8.2%   |
| 第8話           | 9月04日 | 遂に解明! 真犯人の証拠                                                                  | 佐藤東弥 | 8.4%   |
| 最終話          | 9月11日 | すべての謎 驚愕の結末                                                                   | 佐藤東弥 | 8.5%   |
| 平均視聴率 8.1% |         |                                                                                         |          |        |

- 第5話は、秋田放送・福井放送・四国放送の3局はTBS製作の『リオデジャネイロオリンピック 女子マラソン』放送のため、後日時差放送（秋田放送と福井放送は8月21日16:00-16:55、四国放送は8月20日16:00-16:55）。

## 受賞
- 第90回ザテレビジョンドラマアカデミー賞（2016年）
  - 主演男優賞（藤原竜也）[15]